# 額村麻裕
額村 麻裕（ぬかむら まゆ、1974年9月6日 - ）は1990年代半ばに活躍したファッションモデル、ラジオパーソナリティ。

## 略歴・人物
京都府出身。母は女優の左時枝、伯母は女優の左幸子。エッセイストの羽仁未央はいとこにあたる。6歳の頃には、1981年5月10日放送の『お笑いオンステージ』（NHK総合）の『減点ファミリー』コーナーに、母・左時枝と一緒に出演していた。
1993年9月、TBSラジオ主催の第1回シンデレラドリームオーディションに合格。10月からスタートした同局の深夜番組「シンデレラドリーム ミッドナイト☆パーティー」（以下ミッドナイト☆パーティーと略す）の月曜深夜（火曜未明）担当でデビューした。最初は潮まきこと3時間すべてだったが、潮まきこが年末に降板。翌年1994年1月から番組2部制で月曜深夜2部に、3月からは水曜深夜2部をそれぞれ一人で務めた。夏には自身担当のコーナー「バツイチの子供たち」が本になり出版化。同時に映画「シュート!」に出演。1995年にはVシネマ「ミッドナイトストリート　湾岸ドリフト族」にも出演した。
1995年10月にミッドナイト☆パーティー終了後、芸名を有吉麻裕（ありよしまゆ）に改名。さらに後継番組「ウィークエンド・ミッドナイト☆パーティー」に数回ゲスト出演。またファッション雑誌「JJ」に掲載され、モデルとしても活躍した。しかし長続きはせず、1年余で自身の芸能活動は引退した。
その後、フォーライフ・レコード（現フォーライフミュージックエンタテイメント）に就職し、プロモーターとして所属アーチストの宣伝でTBSラジオの「坂下千里子のビューティーお先です!」に度々出演していた。
2014年3月13日放送の『徹子の部屋』（テレビ朝日）によると、この日ゲスト出演した母・左時枝によって、子供（左にとっての孫）がいることが明かされている。

## 主な活躍

### 出演番組
- シンデレラドリーム ミッドナイト☆パーティー（TBSラジオ・1993年10月～1995年10月）
  - 1993年10月～12月　月曜深夜（火曜未明）メイン担当
  - 1994年1月～2月　月曜深夜2部（26:00～27:00・火曜午前2:00～3:00）メイン担当
  - 1994年3月～1995年10月　水曜深夜2部（26:00～27:00・木曜午前2:00～3:00）メイン担当
  - 1994年12月～1995年9月　「TV版!ミッドナイト☆パーティー」（TBSテレビ）時々ゲスト出演
- ウィークエンド・ミッドナイト☆パーティー（TBSラジオ・1995年10月～1996年3月）
  - 1996年2月17日深夜（18日早朝）放送の「ミッドナイト東西オリンピック」には東軍リーダーとして出演
- 坂下千里子のビューティーお先です!（TBSラジオ・2000年～2003年）フォーライフのプロモーターとして

### 出演映画・ビデオ
- シュート!（映画･1994年）
- ミッドナイトストリート　湾岸ドリフト族（Vシネマ・1995年）

### 掲載雑誌
- De-View（デ･ビュー、勁文社（現在はオリコン・エンタテインメントが発行）・1993年～1995年）
- ラジオ番組表（三才ブックス・1993年～1994年）
- ハラペーニョ（実業之日本社・1995年）
- JJ（光文社・1995年～1996年）

### 出版本
- バツイチの子供たち（飛鳥新社・1994年）